# ティム・ケイン
ティモシー・マイケル・“ティム”・ケイン（英語: Timothy Michael "Tim" Kaine、1958年2月26日 - ）は、アメリカ合衆国の政治家。連邦上院議員（バージニア州選出・3期）。2016年アメリカ合衆国大統領選挙での民主党の副大統領候補であった。
リッチモンド市議会議員（2期）、第76代リッチモンド市長、第38代バージニア州副知事、第70代バージニア州知事、第51代民主党全国委員長を歴任した。

## 来歴

### 生い立ち
1958年2月26日に3人兄弟の長男としてミネソタ州セントポールの聖ジョセフ病院で誕生し、ミズーリ州カンザスシティで育つ。小さなクリーニング店を経営する父のアルバート・アレクサンダー・ケイン・ジュニアはスコットランド系とアイルランド系の子孫で、母のメアリー・キャスリーンもアイルランド系だった。
カンザスシティのカトリック系私立高校を卒業すると、1979年にミズーリ大学に進学して経済学を学ぶ。経済学学士号取得に必要な単位は3年次までに取り終えた。

### 法律家
大学卒業後はカンザスシティの非営利団体に就職し、ハーバード大学ロー・スクールに入学する。この間、宣教ボランティア団体「イエズス会ボランティア団体（Jesuit Volunteer Corps）」のスタッフとしてホンジュラスに滞在し、スペイン語を習得した。
ハーバード大学ロー・スクール修了後、法律家として住宅問題や障害者差別の問題に取り組む。リッチモンド大学ロー・スクールでは6年間、非常勤教授として学生に法倫理を指導した。

### リッチモンド市長
1994年にリッチモンド市第2選挙区からリッチモンド市議会議員選挙に立候補して当選する。市議会議員を連続で2期務め、1998年にラリー・E・チャヴィスの後任としてリッチモンド市長に選出される。黒人有権者が多数を占めるリッチモンド市において、白人の市長が誕生するのは10年以上ぶりの事であった。
市長時代は税制改革などに取り組み、リッチモンド市はケインの市長時代にフォーブス誌から「ビジネスに適したアメリカの都市10選」にも選ばれている。

### バージニア州知事
2001年のバージニア州副知事選挙では、民主党予備選挙を得票率39.7パーセントで制して本選に進むと、共和党のジェイ・K・カッツェンを破って当選する。2006年にはバージニア州知事選挙に挑み、共和党のジェリー・キルゴアを得票率50.4パーセントで打ち負かして当選する。
州知事としては交通問題・エネルギー問題・環境問題などに熱心に取り組んだほか、バージニア州が管理する全ての施設での禁煙を命ずる知事令を発した。2009年には南部州で初めてレストランやバーでの禁煙を命じる法律に署名している。
来日中だった2007年4月16日にバージニア州ブラックスバーグでバージニア工科大学銃乱射事件が発生した際は、日本で非常事態宣言を発令し、急遽帰国した。
州知事在任中に実施された2008年アメリカ合衆国大統領選挙では民主党候補であるバラク・オバマの副大統領候補に目され、2009年から2011年にかけてはハワード・ディーンの後任として民主党全国委員会委員長を務めた。

### アメリカ合衆国上院議員
2011年4月に引退する民主党のジム・ウェッブの後継を目指して2012年のアメリカ合衆国上院議員選挙にバージニア州から立候補することを表明する。得意のスペイン語を活かし、出馬表明のビデオでは英語とスペイン語の両方で決意を語った。民主党予備選挙に無投票で当選すると、続く本選挙でも復帰を狙う共和党のジョージ・アレンを得票率52.9パーセントで破って当選した。
アメリカ連邦上院では予算委員会や軍事委員会・外交委員会に所属し、2013年に上院外交委員会近東・南アジア・中央アジア及び対テロリズム小委員会の委員長に任命された。上院議員職の傍ら、2013年にはリッチモンド大学の非常勤講師として年間1万6000ドルの給与を得ている。

### 2016年アメリカ合衆国大統領選挙
2016年アメリカ合衆国大統領民主党予備選挙ではヒラリー・クリントンを支持し、2016年7月22日に候補指名を確実にしたヒラリー・クリントンから副大統領候補の指名を受けた。指名に際してヒラリー・クリントンは「ティム・ケイン氏を副大統領候補に発表することができて興奮している。他者のために闘うことに人生を捧げてきた男性だ」とツイッター上で述べ、ケインも「ヒラリー氏から今さっき電話があった。副大統領候補になれて光栄だ。明日のマイアミでの遊説が待ち遠しい」とツイートした。
7月27日にペンシルベニア州で開催された民主党全国大会で副大統領候補として正式指名された。ケインは指名受諾演説で共和党候補のドナルド・トランプを「私を信じてくれと言うだけの男だ」と批判した上で、クリントンを「仕事ができると証明されている」「『一緒なら強くなれる』方法を知っている。準備は整っている」と称賛し、スペイン語を駆使しながらヒスパニック系の有権者らに支持を訴えた。11月9日の2016年アメリカ合衆国大統領選挙ではトランプとペンスが勝利したものの、ケインの地元で接戦州のひとつであるバージニア州ではクリントンとケインが勝利を収めた。

### 大統領選挙の後
2016年アメリカ合衆国大統領選挙に敗北した後、ケインは将来の選挙において大統領候補・副大統領候補としての指名を望まない意向を表明している。一方で1979年から2009年までの30年に渡ってヴァージニア州選出上院議員を務めたジョン・ウォーナーに倣いたいと述べ、上院議員を続ける意向を示した。2018年の上院改選では、南部の民主党がリベラル化して以来はじめて保守系地元紙のリッチモンド・タイムズ＝ディスパッチによる社説での支持表明を獲得した民主党指名候補となり、トランプ大統領の盟友である共和党指名候補のコリー・ステュアートを破り再選を果たした。